# Laguian-Mazous
Laguian-Mazous is een gemeente in het Franse departement Gers (regio Occitanie) en telt 281 inwoners (2004). De plaats maakt deel uit van het arrondissement Mirande.

## Geografie
De oppervlakte van Laguian-Mazous bedraagt 9,9 km², de bevolkingsdichtheid is 28,4 inwoners per km².
De onderstaande kaart toont de ligging van Laguian-Mazous met de belangrijkste infrastructuur en aangrenzende gemeenten.

## Demografie
Onderstaande figuur toont het verloop van het inwonertal (bron: INSEE-tellingen).

1. ↑  Populations de référence 2022.